# Dâmbovița (Fluss)
Die Dâmbovița (Ausspracheⓘ) ist ein linker Nebenfluss des Argeș in Rumänien. 
Ihre beiden Quellflüsse, der Râul Valea Vladului und der Râul Boarcășu, entspringen im Făgăraș-Gebirge bzw. im Iezer-Păpușa-Gebirge. Am Oberlauf, auf dem Areal der Gemeinde Dâmbovicioara, wird der Fluss mit dem 105 Meter hohen und 276 Meter langen Pecineagu-Staudamm (⊙) aufgestaut. Einen weiteren Stausee bildet die Dâmbovița bei Pucioasa, anschließend bei Fierbinți-Târg den Dridu-Stausee und dann – bevor sie kanalisiert durch die Hauptstadt Bukarest fließt – den Lacul Morii. Anschließend mündet sie in der Nähe von Budești im Kreis Călărași in den Fluss Argeș.

## Bilder

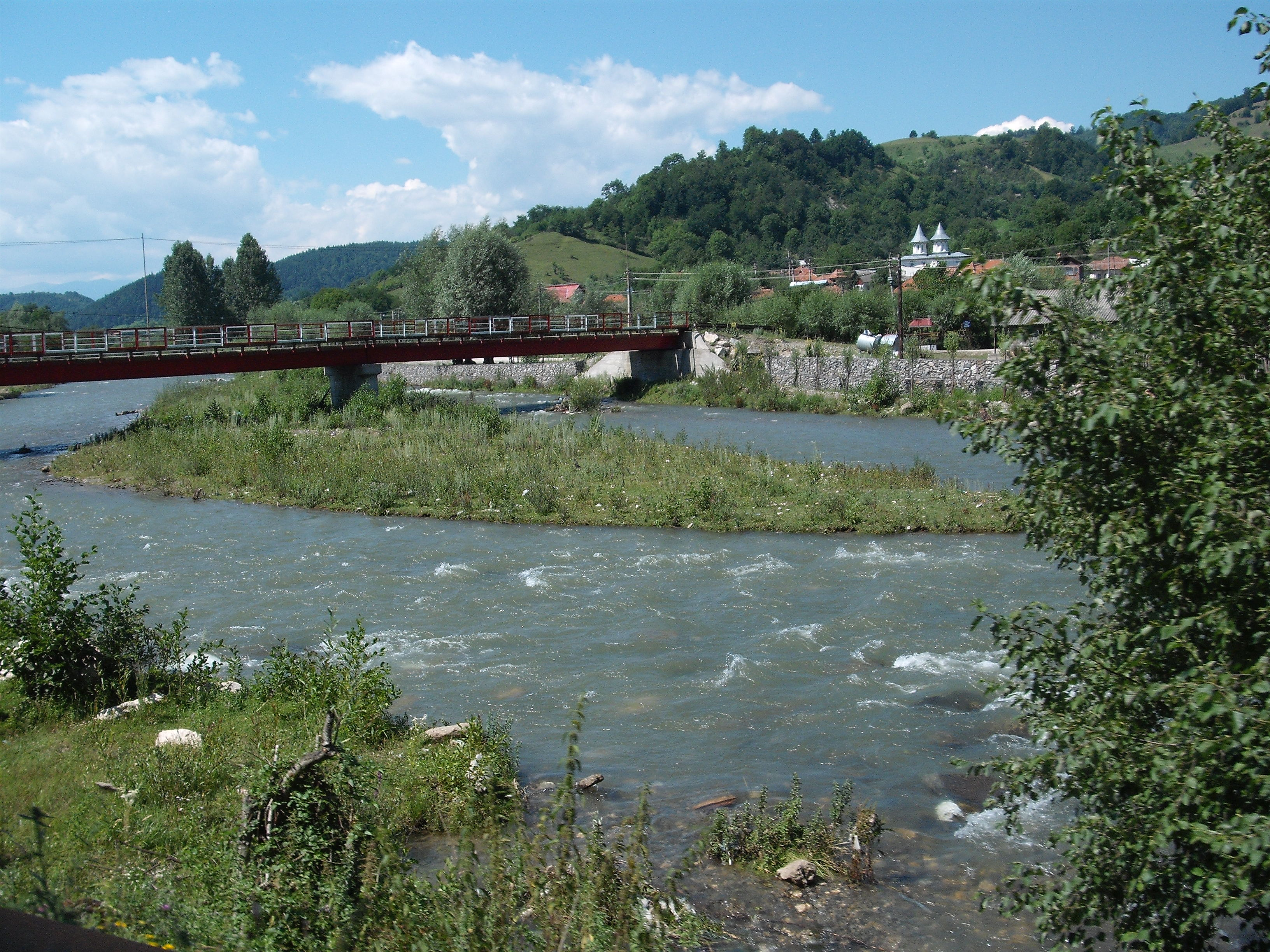
Dâmbovița bei Malu cu Flori
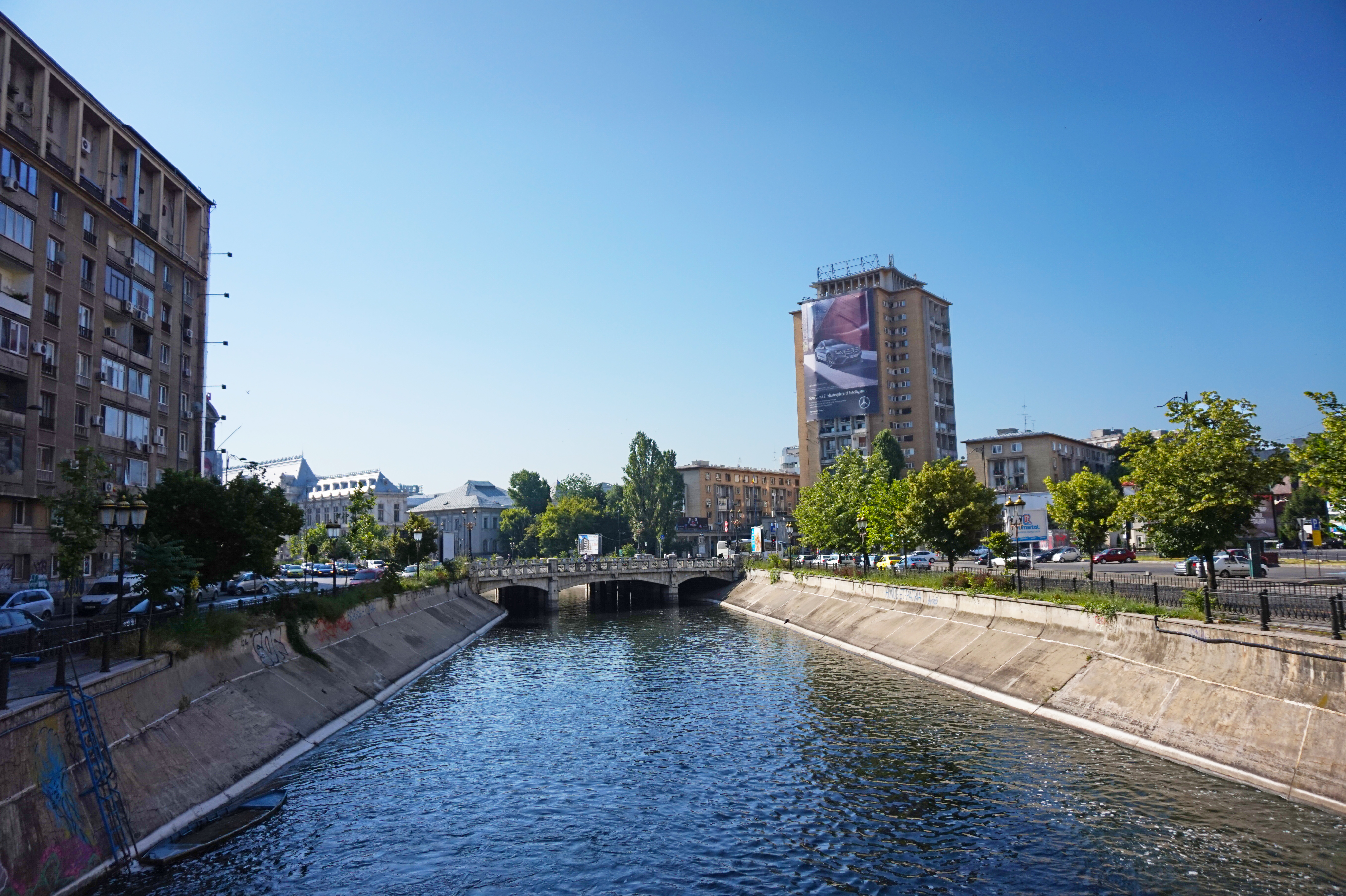
Dâmbovița in Bukarest
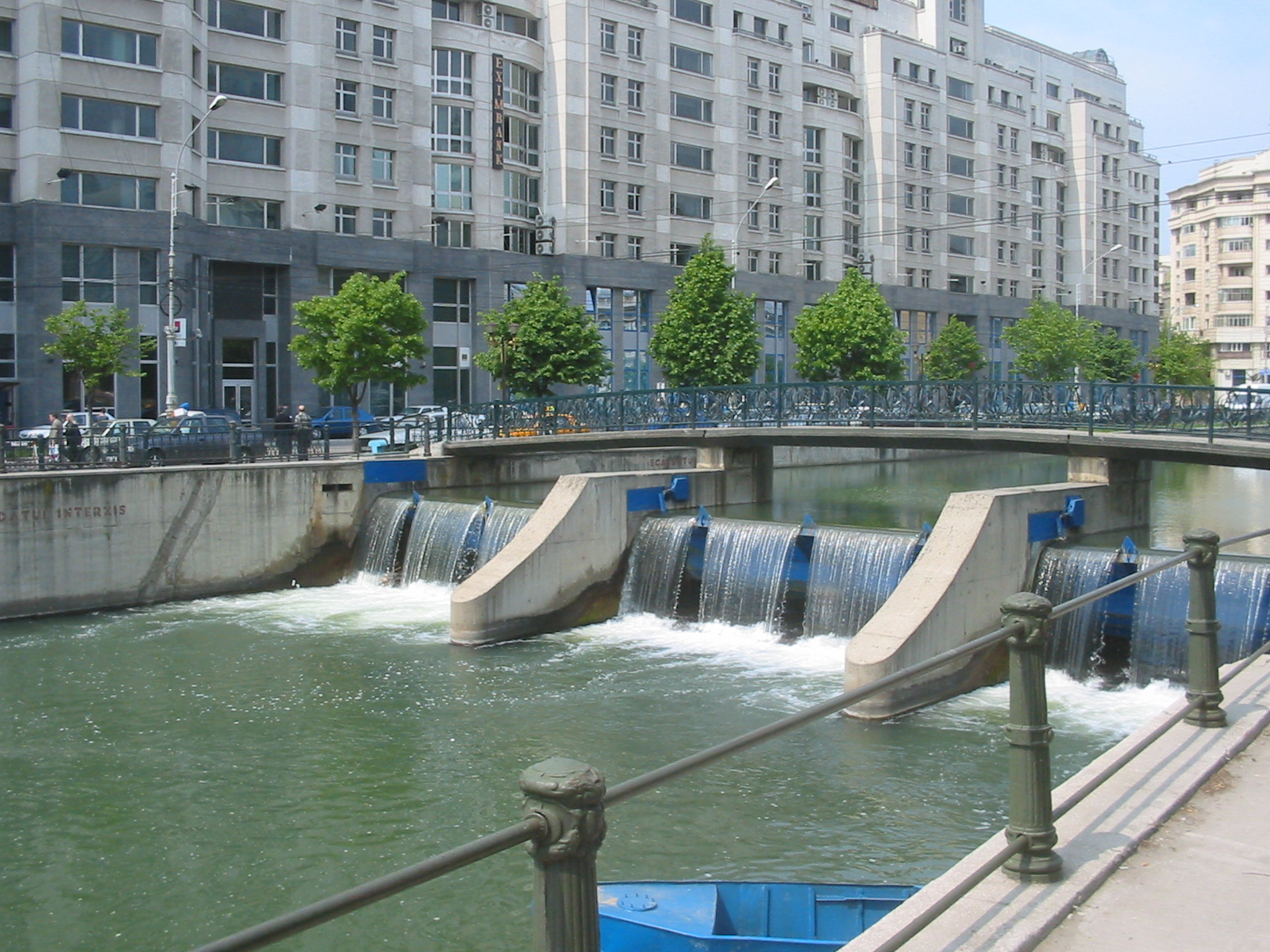
Dâmbovița-Kanal